# Jack Micheline
Jack Micheline (6 novembre 1929 - 27 février 1998), de son vrai nom Harold Martin Silver, est un peintre et poète américain de la Région de la baie de San Francisco. Il s'apparente aux artistes de rue, écrivains underground et poètes « hors la loi ». Classé comme un des poètes les plus originaux de la Beat Generation, c'est un artiste novateur qui prit part au mouvement connu sous le nom de Renaissance de San Francisco dans les années 1950 et 1960

## Biographie
Né dans le Bronx à New York de descendance russe et roumaine, Jack Micheline choisit son nom de plume en référence à l'écrivain Jack London et au nom de jeune fille de sa mère. Il s'installe à Greenwich Village dans les années 1950 et devient un poète de rue tout en dessinant sur des rythmes de blues de Harlem, de jazz et de world music. Il vit le plus souvent à la limite de la pauvreté, choisissant ses thèmes d'écriture parmi les prostituées, les drogués, les travailleurs et les laissés-pour-compte en général.
Le poète Langston Hughes l'encourage à écrire. En 1957, Troubadour Press publie son premier livre : River of Red Wine. Jack Kerouac en écrit la préface, et Dorothy Parker en fait la critique dans l'Esquire. Jack Micheline s'installe à San Francisco au début des années 1960, et n'en bougera plus. Il écrit un peu plus de vingt livres, parmi eux des exemplaires ronéotypés et des recueils destinés à être colportés.    
Poète en partie de la Beat Generation, Jack Micheline considère le mouvement Beat comme le produit du tourbillon des médias, et il n'aime pas être classé comme un « poète beat ». C'est aussi un peintre, travaillant d'une façon primaire et autodidacte à la gouache dans un style primitif qu'il ramène de Mexico.
Il meurt en 1998 à San Francisco d'un infarctus alors qu'il voyage à bord d'un train du BART reliant San Francisco à Orinda. L'Abandonet Planet Bookstore de San Francisco expose alors ses peintures murales jusqu'à sa fermeture. Et immédiatement, son fils crée un site internet : The Jack Micheline Foundation.

### Vie privée
Jack Micheline s'est marié deux fois : à Pat Cherkin au début des années 1960, et, plus tard, à Marian "Mimi" Redding. Il a eu un fils Vincent, né en 1963, de son premier mariage et deux petits-enfants, Dustin Silvaer et Nicole Silvaer (respectivement fils et fille de Vincent).

## Extraits
I never wanted to be a poet.
I just wanted to be a human being.
Anyone who wants to be a poet is out of his mind.
Either you are one or you are not.
Most poets are not poets.
To be a real artist is a unique and valuable asset to this planet.
Sad for an Unbrave World
- Jack Micheline

## Œuvres publiées
- River of Red Wine (1958), traduit par Lucien Suel, Un fleuve de vin rouge (avec une préface de Jack Kerouac), Station Underground d'Emerveillement Littéraire, Ligny-lez-Aires, 2010.
- Tell your mama you want to be free, and other poemsongs (1969); Dead Sea Fleet Editions.
- Last House in America (1976); Second Coming Press.
- North of Manhattan: Collected Poems, Ballads, and Songs (1976); Manroot.
- Skinny Dynamite and Other Stories (1980); Second Coming Press.
- River of Red Wine and Other Poems (1986); Water Row Press.
- Imaginary Conversation with Jack Kerouac (1989); Zeitgeist Press.
- Outlaw of the Lowest Plant (1993); Zeitgeist Press.
- Ragged Lion (1999); Vagabond Press.
- Sixty-Seven Poems for Downtrodden Saints (1997); FMSBW. 2e édition enrichie (1999).
- To be a poet is to be: Poetry (2000); Implosion Press.
- One of a Kind (2008); Ugly Duckling Presse.

## Source
- (en) Cet article est partiellement ou en totalité issu de l’article de Wikipédia en anglais intitulé « Jack Micheline » (voir la liste des auteurs).